# Iron Junction
Iron Junction – miasto w Stanach Zjednoczonych, w stanie Minnesota, w hrabstwie St. Louis.